# Comuna Cenei, Timiș
Cenei (în sârbă Ченеј, cu alfabetul latin: Čenej) este o comună în județul Timiș, Banat, România, formată din satele Bobda și Cenei (reședința).

## Localizare
Cenei se situează în vestul județului Timiș, pe malul drept al râului Bega Veche, aproape de granița cu Serbia. Distanța față de orașele de referință este de circa 28 km de municipiul Timișoara și 23 km de orașul Jimbolia. Cenei este traversat de drumul național DN59B și de calea ferată Cărpiniș-Ionel, cu stație CFR proprie. Se învecinează la nord-vest cu satul Checea, la nord Cărpiniș (8 km), la nord-est Bobda (3 km), la sud Uivar (7 km).

## Istorie

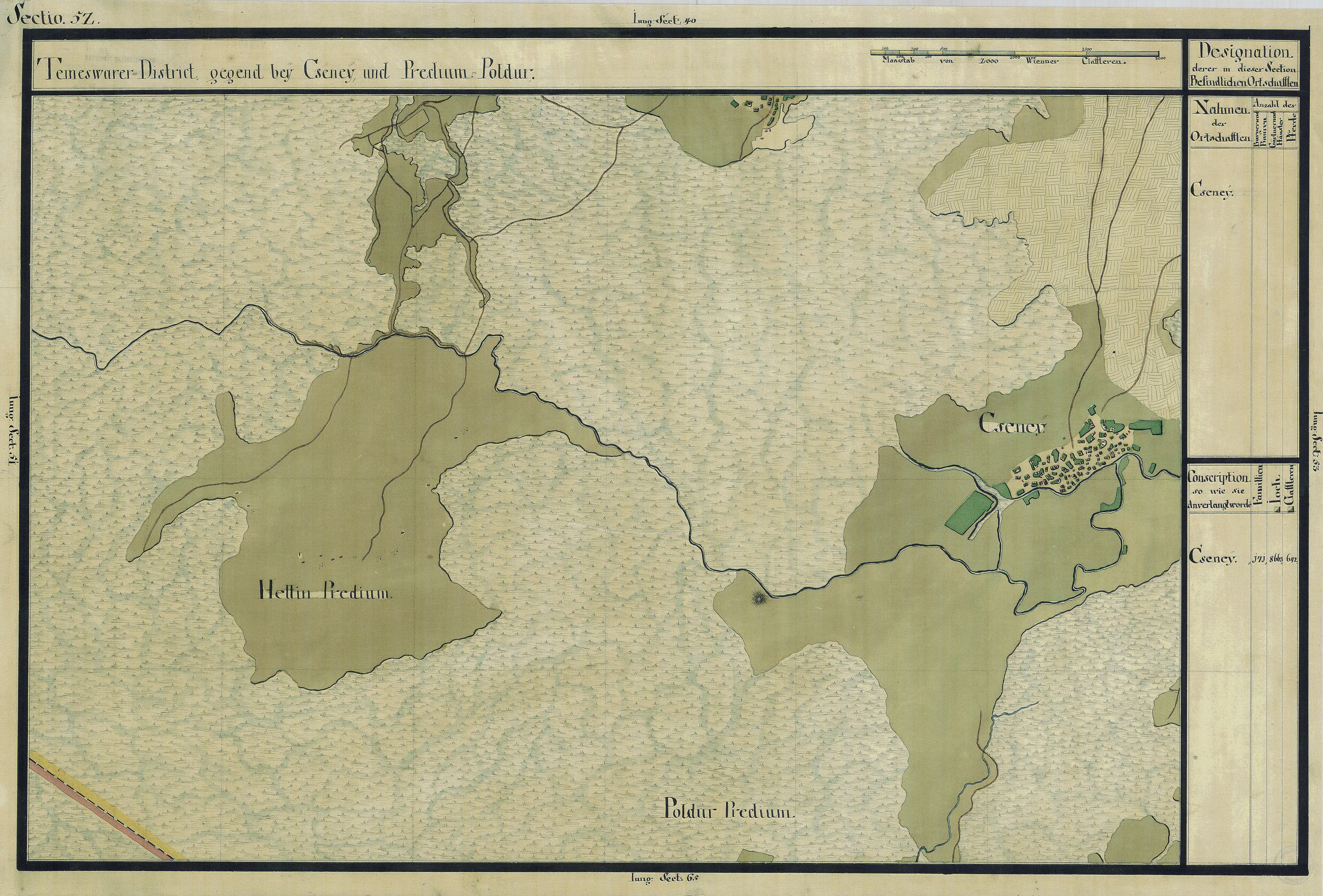
Cenei în Harta Iosefină a Banatului, 1769-72

Cenei este una dintre cele mai vechi așezări din Banat, atestată documentar la 1221 d.Hr. ca proprietate a protopopiatului de la Itabej, azi în Serbia. La 1330 făcea parte din cetatea Sărad. La 20 august 1696, pe hotarul comunei are loc Bătălia de pe râul Bega între armatele turcești și cele austriece. Locuitorii de baștină au fost români și sârbi. Colonizările habsburgice au atins Ceneiul mai târziu, în 1820. Atunci au fost aduși coloniști croați. După 1848 au început să vină și coloniștii germani (șvabi). Populația maghiară nu s-a stabilit aici în valuri de coloniști, ci gradual, pe o perioadă lungă de timp.
În anul 1910 satul, aflat în vărmeghia/comitatul Torontal, avea 2.730 locuitori: 1.409 sârbi (51,6%), 957 nemți, 198 unguri, 96 croați/horveți, 47 evrei (probabil din cei 198 recenzați ca unguri, evreii fiind evidențiați doar la rubricile dedicate confesiunilor, de regulă ei vorbind limba maghiară), 43 români, un slovac, 31 „alții”, din care majoritatea rromi (la recensământul austro-ungar din anul 1910, rromii erau menționați la rubrica „alții”, la fel ca bulgarii pavliceni, francezii, italienii, polonezii ș.a.). Spre deosebire de rromii din satul vecin - Checea, la care a doua limbă vorbită după cea maternă (rromani) era cea română, rromii din Cenei vorbeau limba sârbă cel puțin în a doua jumătate a sec. al XX-lea. Această diferență este probabil derivată din faptul că spre deosebire de Checea, unde românii formau o comunitate etnică importantă, iar o parte din rromi era venită (după 1919) din sudul României, la Cenei sârbii și croații formau o majoritate caracterizată de unitate lingvistică. La 1910, 51% din populația Ceneiului cunoștea scrisul și cititul. Din totalul de 2.730 de locuitori, doar 624 vorbeau limba oficială de stat – maghiara. Față de anul 1910, în anul 2002 procentul sârbilor a scăzut la 26,3, în timp ce al românilor a crescut semnificativ, de la 1,6 la 54,4, iar al ungurilor de la 7,2 la 14,3. Numărul croaților este foarte mic în prezent, la fel și cel al nemților, care în majoritate au emigrat în Germania. La Cenei, dinamica populației privită d.p.d.v. etnic este una caracteristică zonei Banatului, zonă care de-a lungul ultimelor sute de ani a suferit periodic transformări esențiale.

## Politică
Comuna Cenei este administrată de un primar și un consiliu local compus din 13 consilieri. Primarul, Sîrgean Tanasin[*], de la Partidul Social Democrat, este în funcție din octombrie 2020. Începând cu alegerile locale din 2024, consiliul local are următoarea componență pe partide politice:
|  | Partid                          | Consilieri | Componența Consiliului | Componența Consiliului | Componența Consiliului | Componența Consiliului | Componența Consiliului | Componența Consiliului | Componența Consiliului | Componența Consiliului |
|  | ------------------------------- | ---------- | ---------------------- | ---------------------- | ---------------------- | ---------------------- | ---------------------- | ---------------------- | ---------------------- | ---------------------- |
|  | Partidul Social Democrat        | 8          |                        |                        |                        |                        |                        |                        |                        |                        |
|  | Alianța pentru Unirea Românilor | 2          |                        |                        |                        |                        |                        |                        |                        |                        |
|  | Partidul Național Liberal       | 2          |                        |                        |                        |                        |                        |                        |                        |                        |
|  | Uniunea Sârbilor din România    | 1          |                        |                        |                        |                        |                        |                        |                        |                        |

## Demografie
Componența etnică a comunei Cenei
     Români (72,21%)
     Sârbi (12,5%)
     Maghiari (6,12%)
     Alte etnii (0,98%)
     Necunoscută (8,19%)
Componența confesională a comunei Cenei
     Ortodocși (67,14%)
     Ortodocși sârbi (12,57%)
     Romano-catolici (8,19%)
     Penticostali (2,46%)
     Alte religii (1,09%)
     Necunoscută (8,55%)
Conform recensământului efectuat în 2021, populația comunei Cenei se ridică la 2.760 de locuitori, în creștere față de recensământul anterior din 2011, când fuseseră înregistrați 2.670 de locuitori. Majoritatea locuitorilor sunt români (72,21%), cu minorități de sârbi (12,5%) și maghiari (6,12%), iar pentru 8,19% nu se cunoaște apartenența etnică. Din punct de vedere confesional, majoritatea locuitorilor sunt ortodocși (67,14%), cu minorități de ortodocși sârbi (12,57%), romano-catolici (8,19%) și penticostali (2,46%), iar pentru 8,55% nu se cunoaște apartenența confesională.

## Personalități
- Ștefan Jäger (1877 - 1962), pictor.

## Monumente
- Biserica ortodoxă sârbă
- Biserica ortodoxă română "Bobda"
- Biserica romano-catolică "Cenei"
- Biserica romano-catolică din Bobda (1860)
- Casa în care s-a născut pictorul Ștefan Jager
- Placa memorială "Dușan Vasiljev" (poet)